# Javory (hudební skupina)
Skupina Javory je hudební uskupení sourozenců Hany a Petra Ulrychových založené v roce 1974. V současnosti vystupuje ve dvou formacích. Klasické Javory, které vystupují s tradičními nástroji, doplňuje bigbítová odnož JAVORY BEAT, která vnáší do hudebního výrazu skupiny novější nástrojové prvky.

## Současné personální složení

### Nosná společná sestava
- Petr Ulrych – kytara, ukulele, zpěv
- Hana Ulrychová – zpěv

### Javory
- Dalibor Štrunc – cimbál, zpěv
- Kateřina Štruncová – housle, zpěv, zobcová flétna
- Martin Adamus nebo Jakub Šimáně – baskytara

### JAVORY BEAT
- Milan Strouhal – elektrická kytara
- Ondřej Strouhal – klávesy, akordeon
- Jakub Šimáně – baskytara
- Ctibor Bártek – perkuse

## Diskografie, výběr

### Gramofonové desky
- 1978 – Ententýny
- 1982 – Zpívání
- 1983 – Zpívání při vínečku
- 1985 – Bylinky
- 1987 – Příběh
- 1988 – Tichý hlas

### CD
- 1993 Bílá místa (Venkow Records)
- 1994 To nejlepší s Javory (Venkow Records)
- 1998 Best of – ze starých LP (Venkow/Polygram)
- 1998 Pokoj lidem dobré vůle (Venkow Records) (koncertní záznam)
- 1999 Seď a tiše poslouchej (Bonton Music)
- 1999 Malé zrnko písku (Venkow Records)
- 2002 Koločava (Venkow Records)
- 2004 Příběh/Ententýny (Brothers Record) (reedice starších alb z let 1978 a 1987 – 2CD)
- 2005 Písně (Supraphon) (to nejlepší z let 1964–1997)
- 2006 Stromy, voda, tráva (Universal Music)
- 2007 Zpívání/Zpívání při vínečku (Supraphon)
- 2009 Javory Beat (Indies Happy Trails)
- 2011 Advent (Indies Happy Trails)
- 2012 Bratr sestry (Indies Happy Trails)
- 2022 Společný koncert – s Hradišťanem (Indies Scope)